# Енисей (волейбольный клуб)
«Енисей» — мужской волейбольный клуб из Красноярска. Основан в 1993 году, ранее носил названия СМолК (Спортивный молодёжный клуб, 1993—1994), «Енисей» (1994—1995), «Локомотив» (1995—1996), «Локомотив-Дорожник» (1996—1999), «Дорожник» (1999—2010), «Енисей-Дорожник» (2010—2011). Выступает в чемпионате России по волейболу среди команд Суперлиги. Высшее достижение — 7-е место (2015/16, 2019/20).

## История

### 1993—2001: от СМолКа до дебюта в Суперлиге
Волейбольная команда СМолК была образована в Красноярске в 1993 году из воспитанников местной спортшколы и сборной Красноярского края. В дебютном сезоне команда заняла 2-е место в первенстве восточной зоны второй лиги и завоевала право на переход в первую лигу.
В сезоне-1994/95 коллектив, переименованный в «Енисей», финишировал первым на предварительном этапе первенства первой лиги, однако в финальном турнире был лишь 7-м и в высшую лигу не попал. Добиться этой цели удалось в 1997 году, а ещё через два года красноярская команда, сменившая название на «Локомотив-Дорожник», под руководством бессменного тренера Иннокентия Ефимовича Дьячкова завоевала право играть в дивизионе сильнейших — Суперлиге.
В сезоне 1999/2000 годов, дебютном для «Дорожника» в Суперлиге, команда заняла 10-е место. Её цвета защищали Геннадий Сляднев, Игорь Киселёв, Вадим Французов, Юрий Маринин, Игорь Смирнов, Андрей Путинцев, Алексей Маслов, Алексей Ланкевич, Владимир Ситников, Сергей Маляренко, капитаном был Эдуард Носков. Игроки этого состава Андрей Путинцев и Владимир Ситников продолжали выступать за «Дорожник» до 2010 года, Юрий Маринин в 2005-м стал главным тренером команды.

### 2001—2015: в высшей лиге «А»
Выбыв в 2001 году из Суперлиги, сибиряки 14 сезонов подряд отыграли в высшей лиге «А». Наиболее высокие шансы на возвращение в сильнейший дивизион они имели в сезоне-2009/10, но заняли 3-е место. В следующем чемпионате команда неожиданно оказалась в нижней части турнирной таблицы, что привело к отставке Юрия Маринина. Летом 2011 года «Енисей» пригласил на должность главного тренера Дмитрия Фомина, усилил состав связующим Дмитрием Багреем из «Кузбасса», диагональным Павлом Гурченко и доигровщиком Владимиром Сухаревым из «Грозного». Также в клубе появились первые в его истории легионеры из дальнего зарубежья — доигровщики Александар Милков из Македонии и Неманя Дукич из Сербии. Однако после успешного старта в сезоне-2011/12 «Енисей» по его ходу резко сдал в результатах и, как и годом ранее, завершал чемпионат под руководством исполняющего обязанности главного тренера Игоря Киселёва.
В сезоне-2012/13 под руководством Сергея Белянского, прежде работавшего в тренерском штабе новосибирского «Локомотива», «Енисей» вновь остался в шаге от выхода в сильнейший дивизион, замкнув тройку призёров высшей лиги «А», а годом позже сибиряки, возглавляемые Михаилом Николаевым, заняли 4-е место.
В июне 2014 года главным тренером «Енисея» стал Юрий Чередник. Известный по работе с московским «Динамо» специалист собрал по-настоящему сильный коллектив, которому удалось одержать победы в 40 из 44 матчей чемпионата высшей лиги «А» и завоевать право играть в Суперлиге. Большую роль в успехе сыграло возвращение воспитанников клуба — центрального блокирующего Владимира Хильченко (перешедшего из «Искры» в январе 2014 года) и диагонального Антона Мысина, приглашение имеющих опыт выступлений на высшем уровне связующего Андрея Зубкова, доигровщика Антона Дубровина, либеро Алексея Липезина и яркая игра легионеров — кубинского связующего Йоандри Диаса и финского доигровщика Антти Силталы.

### 2015 —н.в.: вновь в Суперлиге
Перед возвращением в Суперлигу «Енисей» сохранил всех ведущих игроков, пригласил на правах аренды из новосибирского «Локомотива» либеро Валентина Голубева и блокирующего Ильяса Куркаева, подписал контракты с диагональным Филиппом Воронковым из «Губернии» и доигровщиком Александром Мочаловым из «Кузбасса». Команда Юрия Чередника заняла 7-е место в чемпионате России-2015/16, став одним из открытий сезона.
Летом 2016 года «Енисей» укрепил состав, подписав контракты с доигровщиком Алексеем Спиридоновым, блокирующим Александром Кривцом, либеро Александром Янутовым, а также со словенским связующим Деяном Винчичем и болгарским блокирующим Николаем Николовым, однако после первого круга чемпионата, в котором красноярцы одержали лишь 3 победы в 13 матчах, руководство клуба приняло решение расстаться с обоими легионерами и вернуть в команду Йоандри Диаса. Во второй половине сезона подопечные Юрия Чередника решили задачу по выходу в плей-офф, но не попали в «Финал шести», проиграв в двухматчевой серии «Белогорью».
Начало третьего сезона после возвращения в Суперлигу у «Енисея», несмотря на появление в команде самого ценного игрока чемпионата Европы-2015 Антонена Рузье и опытного блокирующего Александра Крицкого, совсем не задалось, и в конце 2017 года после серии из 8 поражений подряд Чередник был отправлен в отставку. Под руководством старшего тренера Юрия Маринина турнирное положение команды существенно не изменилось, но она сохранила прописку в элитном дивизионе, выиграв серию плей-аут у «Динамо-ЛО».
В мае 2018 года новым главным тренером «Енисея» стал сербский специалист Любомир Травица, в межсезонье в команду были приглашены австралийский диагональный Пол Кэрролл и французский доигровщик Николя Марешаль, заменившие Антонена Рузье и Алексея Спиридонова. Выступление в чемпионате России у «Енисея» вновь получилось невыразительным и в итоговой таблице красноярцы заняли 12-е место.
В сезоне-2019/20 новыми легионерами в «Енисее» стали два доигровщика с большим опытом выступлений в Суперлиге — болгарин Тодор Скримов и украинец Ян Ерещенко. Под руководством Александра Климкина, прежде работавшего в петербургском «Зените», сибиряки стали седьмыми в чемпионате России, повторив лучший результат в истории клуба.

## Выступления в чемпионате России
| Сезон   | Лига                 | Место | И  | В  | П  | С/П    | Главный тренер               |
| ------- | -------------------- | ----- | -- | -- | -- | ------ | ---------------------------- |
| 1994/95 | Первая лига (II)     | 7-е   |    |    |    |        | Иннокентий Дьячков           |
| 1995/96 | Первая лига (III)    | 7-е   |    |    |    |        | Иннокентий Дьячков           |
| 1996/97 | Первая лига (III)    | 3-е   |    |    |    |        | Иннокентий Дьячков           |
| 1997/98 | Высшая лига (III)    | 7-е   | 42 | 25 | 17 | 88:64  | Иннокентий Дьячков           |
| 1998/99 | Высшая лига (III)    | 2-е   | 42 | 30 | 12 | 99:51  | Иннокентий Дьячков           |
| 1999/00 | Суперлига (I)        | 10-е  | 31 | 14 | 17 | 55:65  | Иннокентий Дьячков           |
| 2000/01 | Суперлига (I)        | 11-е  | 42 | 14 | 28 | 63:94  | Иннокентий Дьячков           |
| 2001/02 | Высшая лига «А» (II) | 5-е   | 44 | 24 | 20 | 90:82  | Иннокентий Дьячков           |
| 2002/03 | Высшая лига «А» (II) | 9-е   | 42 | 19 | 23 | 78:84  | Иннокентий Дьячков           |
| 2003/04 | Высшая лига «А» (II) | 4-е   | 36 | 20 | 16 | 69:60  | Иннокентий Дьячков           |
| 2004/05 | Высшая лига «А» (II) | 5-е   | 44 | 26 | 18 | 95:66  | Иннокентий Дьячков           |
| 2005/06 | Высшая лига «А» (II) | 6-е   | 44 | 22 | 22 | 81:80  | Юрий Маринин                 |
| 2006/07 | Высшая лига «А» (II) | 4-е   | 44 | 24 | 20 | 92:81  | Юрий Маринин                 |
| 2007/08 | Высшая лига «А» (II) | 9-е   | 44 | 19 | 25 | 77:91  | Юрий Маринин                 |
| 2008/09 | Высшая лига «А» (II) | 10-е  | 48 | 18 | 30 | 70:110 | Юрий Маринин                 |
| 2009/10 | Высшая лига «А» (II) | 3-е   | 44 | 30 | 14 | 101:61 | Юрий Маринин                 |
| 2010/11 | Высшая лига «А» (II) | 9-е   | 44 | 17 | 27 | 72:92  | Юрий Маринин, Игорь Киселёв  |
| 2011/12 | Высшая лига «А» (II) | 5-е   | 44 | 24 | 20 | 93:77  | Дмитрий Фомин, Игорь Киселёв |
| 2012/13 | Высшая лига «А» (II) | 3-е   | 44 | 31 | 13 | 109:67 | Сергей Белянский             |
| 2013/14 | Высшая лига «А» (II) | 4-е   | 44 | 29 | 15 | 106:73 | Михаил Николаев              |
| 2014/15 | Высшая лига «А» (II) | 1-е   | 44 | 40 | 4  | 126:43 | Юрий Чередник                |
| 2015/16 | Суперлига (I)        | 7-е   | 26 | 14 | 12 | 51:47  | Юрий Чередник                |
| 2016/17 | Суперлига (I)        | 9-е   | 28 | 10 | 18 | 48:58  | Юрий Чередник                |
| 2017/18 | Суперлига (I)        | 11-е  | 30 | 9  | 21 | 43:72  | Юрий Чередник, Юрий Маринин  |
| 2018/19 | Суперлига (I)        | 12-е  | 36 | 12 | 24 | 56:83  | Любомир Травица              |
| 2019/20 | Суперлига (I)        | 7-е   | 19 | 8  | 11 | 35:38  | Александр Климкин            |
| 2020/21 | Суперлига (I)        | 10-е  | 28 | 8  | 20 | 39:63  | Александр Климкин            |
| 2021/22 | Суперлига (I)        | 13-е  | 32 | 9  | 23 | 39:78  | Юрий Филиппов                |
| 2022/23 | Суперлига (I)        | 11-е  | 32 | 14 | 18 | 52:65  | Юрий Филиппов                |
| 2023/24 | Суперлига (I)        | 8-е   | 41 | 18 | 23 | 76:84  | Юрий Филиппов                |
| 2024/25 | Суперлига (I)        | 9-е   | 30 | 16 | 14 | 59:58  | Юрий Филиппов                |

## Достижения
- 7-е место в чемпионате России (2015/16, 2019/20).
- Обладатель Кубка Сибири и Дальнего Востока (1998).

## Сезон-2024/25

### Переходы
- Пришли: доигровщик Руслан Галимов («Белогорье»), центральный блокирующий Денис Подколзин («Маккаби» Ход-ха-Шарон, Израиль).
- Ушли:  доигровщик Кирилл Урсов («Динамо-Урал»), центральный блокирующий Александр Крицкий.

### Состав команды
| №                       | Имя                     | Год рождения            | Рост                    |                         |                         |
| Центральные блокирующие | Центральные блокирующие | Центральные блокирующие | Центральные блокирующие | Центральные блокирующие | Центральные блокирующие |
| ----------------------- | ----------------------- | ----------------------- | ----------------------- | ----------------------- | ----------------------- |
| 4                       | Сергей Бусел            | 1989                    | 205                     |                         |                         |
| 9                       | Денис Подколзин         | 1998                    | 208                     |                         |                         |
| 11                      | Игорь Филиппов          | 1991                    | 205                     |                         |                         |
| 14                      | Антон Максимов          | 1999                    | 205                     |                         |                         |
| Связующие               |                         |                         |                         |                         |                         |
| 6                       | Константин Осипов       | 1992                    | 194                     |                         |                         |
| 21                      | Максим Крескин          | 2001                    | 200                     |                         |                         |
| Диагональные            |                         |                         |                         |                         |                         |
| 1                       | Роман Мурашко           | 2002                    | 201                     |                         |                         |
| 10                      | Виталий Фетцов          | 1995                    | 202                     |                         |                         |

| №                              | Имя              | Год рождения | Рост        |             |             |
| Доигровщики                    | Доигровщики      | Доигровщики  | Доигровщики | Доигровщики | Доигровщики |
| ------------------------------ | ---------------- | ------------ | ----------- | ----------- | ----------- |
| 8                              | Руслан Галимов   | 1994         | 202         |             |             |
| 13                             | Никита Кухно     | 1995         | 194         |             |             |
| 17                             | Семён Дмитриев   | 1994         | 200         |             |             |
| 22                             | Максим Бочаров   | 2003         | 200         |             |             |
| Либеро                         |                  |              |             |             |             |
| 7                              | Денис Голубев    | 2000         | 183         |             |             |
| 12                             | Александр Янутов | 1983         | 195         |             |             |
| Главный тренер — Юрий Филиппов |                  |              |             |             |             |
| Старший тренер — Юрий Маринин  |                  |              |             |             |             |

## Молодёжная команда
Команда «Енисей»-2 с октября 2015 года выступает в Молодёжной волейбольной лиге. В сезоне-2015/16 стала бронзовым призёром чемпионата Молодёжной лиги. Главный тренер — Константин Шумилин.

## Руководство
Директором клуба с 1996 по 2010 год был Александр Васильевич Митюков, которого сменил Эдуард Александрович Носков. С 2017 года эту должность занимает Алексей Николаевич Маслов.

## Арена
Дворец спорта имени Ивана Ярыгина (остров Отдыха, 7). Вместимость — 4100 зрителей.